# Новополье (Новопольский сельсовет)
Новополье (бел. Навапо́лле) — агрогородок в Пуховичском районе Минской области Республики Беларусь. Административный центр Новопольского сельсовета.

## География
Находится в 38 км к северо-западу от Марьиной Горки, 30 км от Минска, 15 км от железнодорожной станции Руденск на линии Минск — Осиповичи. Примыкает к деревне Гребень.
Проходит трасса Н9342, дорога Н9038.

### Гидрография
Река Птичь.

## Этимология
Название происходит от участка земли — новое поле.

## История
В 1909 году имение Гребень в Игуменском уезде Дудичской волости Минской губернии.
Населённый пункт основан как посёлок в 1920-е годы в Белорусской ССР. В 1929 году проведена принудительная коллективизация, образован колхоз «Новополье», была кузница.
Во Вторую мировую войну с конца июня 1941 года до начала июля 1944 года под оккупацией Германии. В 1942 году немцами были убиты 9 жителей.
С 8 июля 1954 года центр Новопольского сельсовета.
В 2010 году деревня Новополье Новопольского сельсовета Пуховичского района преобразована в агрогородок.

## Население

### Численность
- 2019 год — 328 жителей

### Динамика
- 1909 год — 14 жителей, 1 двор[3] (имение Гребень)
- 1960 год — 160 жителей
- 1999 год — 311 жителей (перепись населения)
- 2002 год — 103 двора, 290 жителей
- 2009 год — 303 жителя (перепись населения)[3]
- 2010 год — 112 хозяйств, 317 жителей
- 2012 год — 113 хозяйств, 330 жителей
- 2019 год — 328 жителей (перепись населения)

## Инфраструктура
- Фельдшерско-акушерский пункт
- Библиотека (открыта в 1958 году)
- Детский сад
- Ветеринарный пункт
- Дом культуры
- Крама
- Отделение связи
- Базовая школа
- В 2013 году на территории СПК «Агро-Оберег»

## Улицы
- Молодёжная
- Поселковая
- Садовая
- Центральная
- Тенистая

## Культура
- Дом культуры
- Музей ГУО "Гребенская базовая школа Пуховичского района"[4]

## Достопримечательность
- Братская могила 125 советских партизан, погибших в бою с немецкими войсками 7 июля 1944 года —  Историко-культурная ценность Республики Беларусь, шифр 613Д000520. Здесь, среди прочих, похоронен Евгений Лизюков[5]. Установлен памятник.

## Галерея

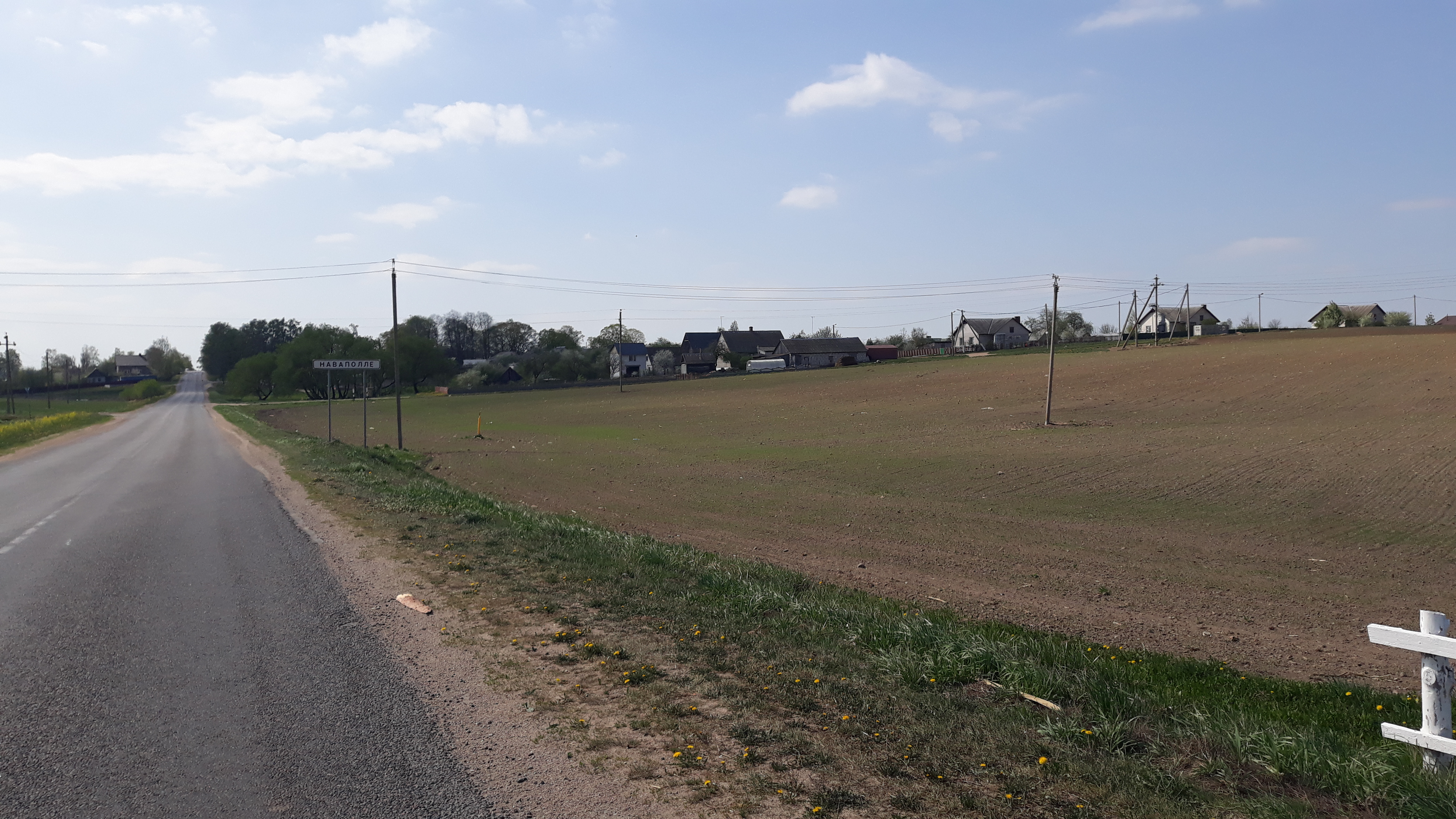
Панорама
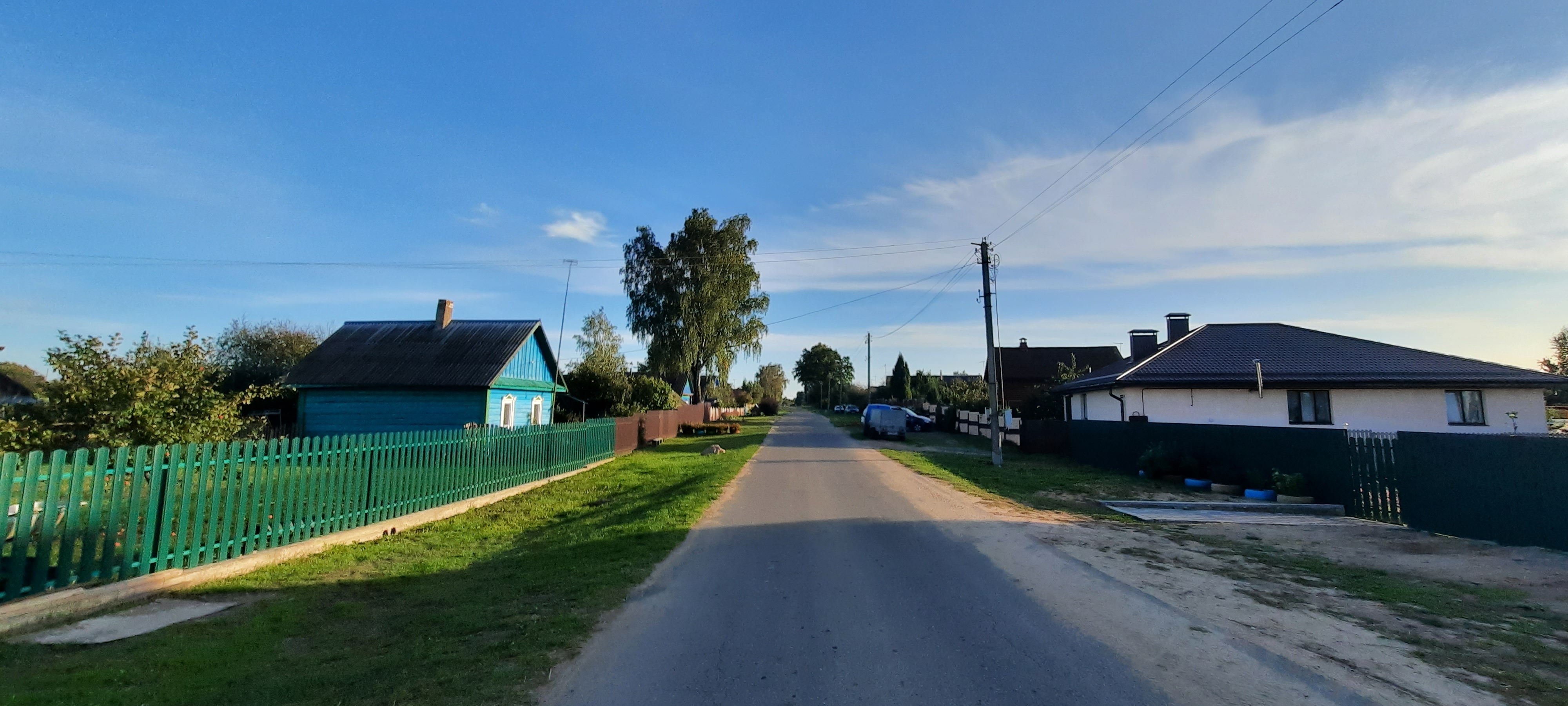
Панорама
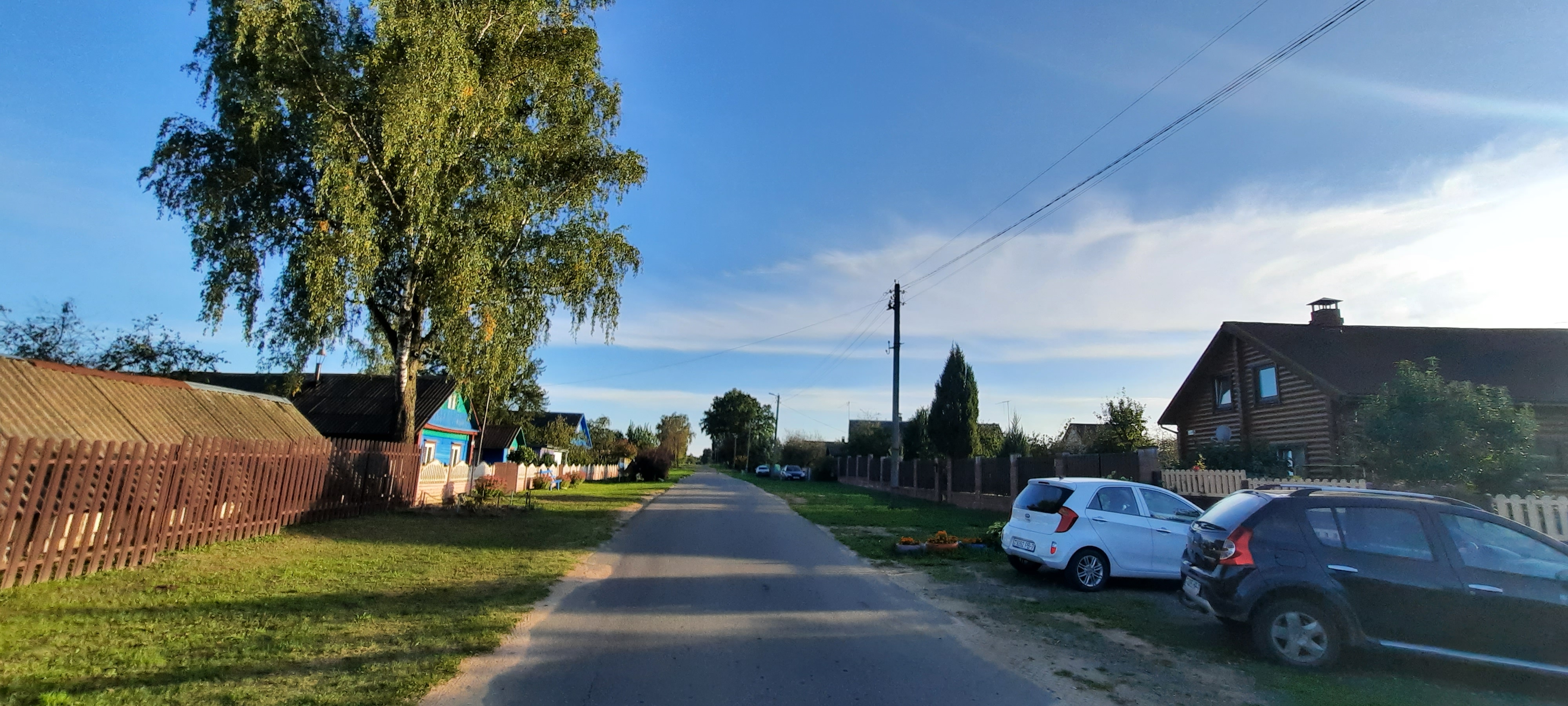
Панорама
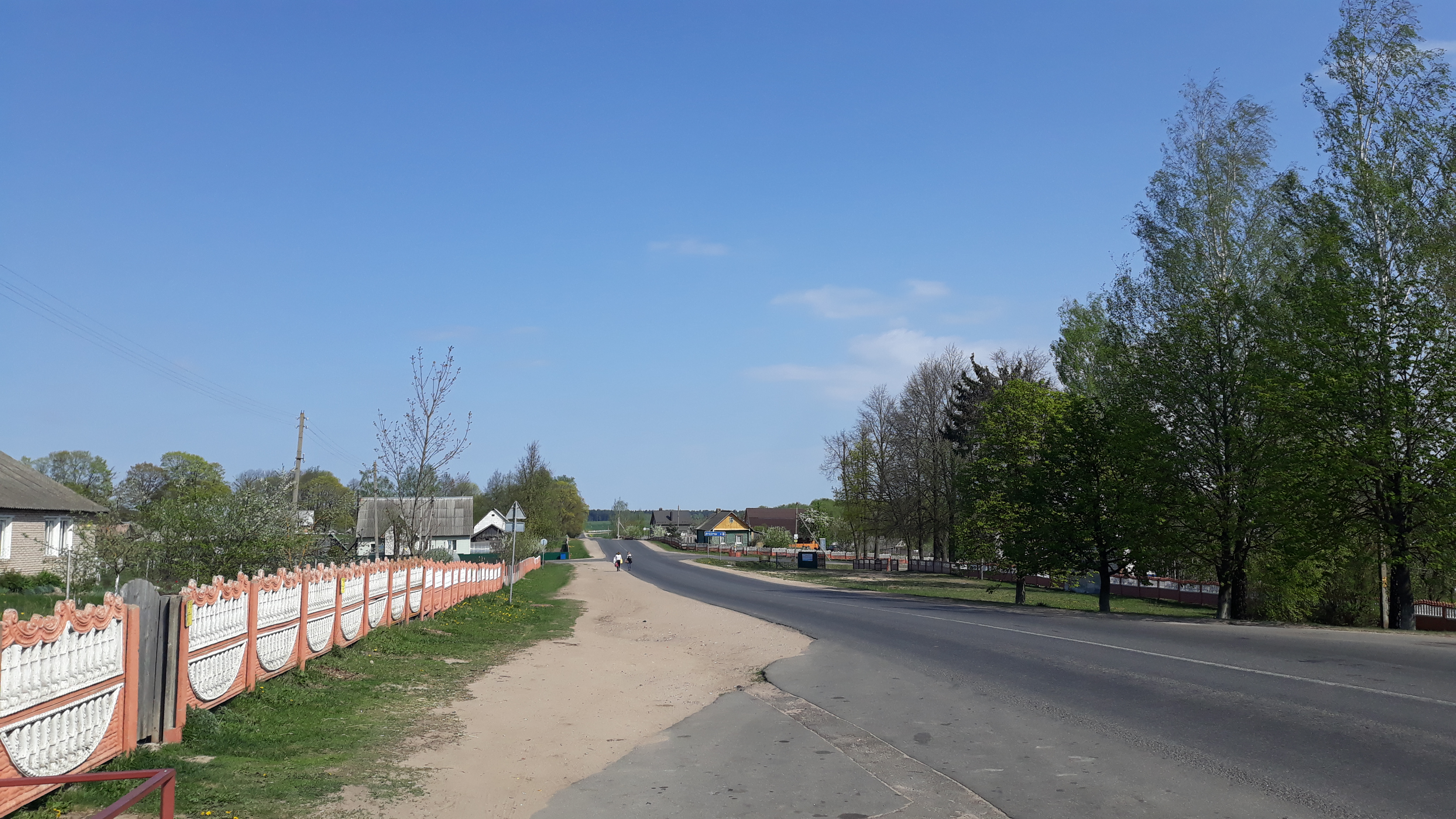
Улица Центральная
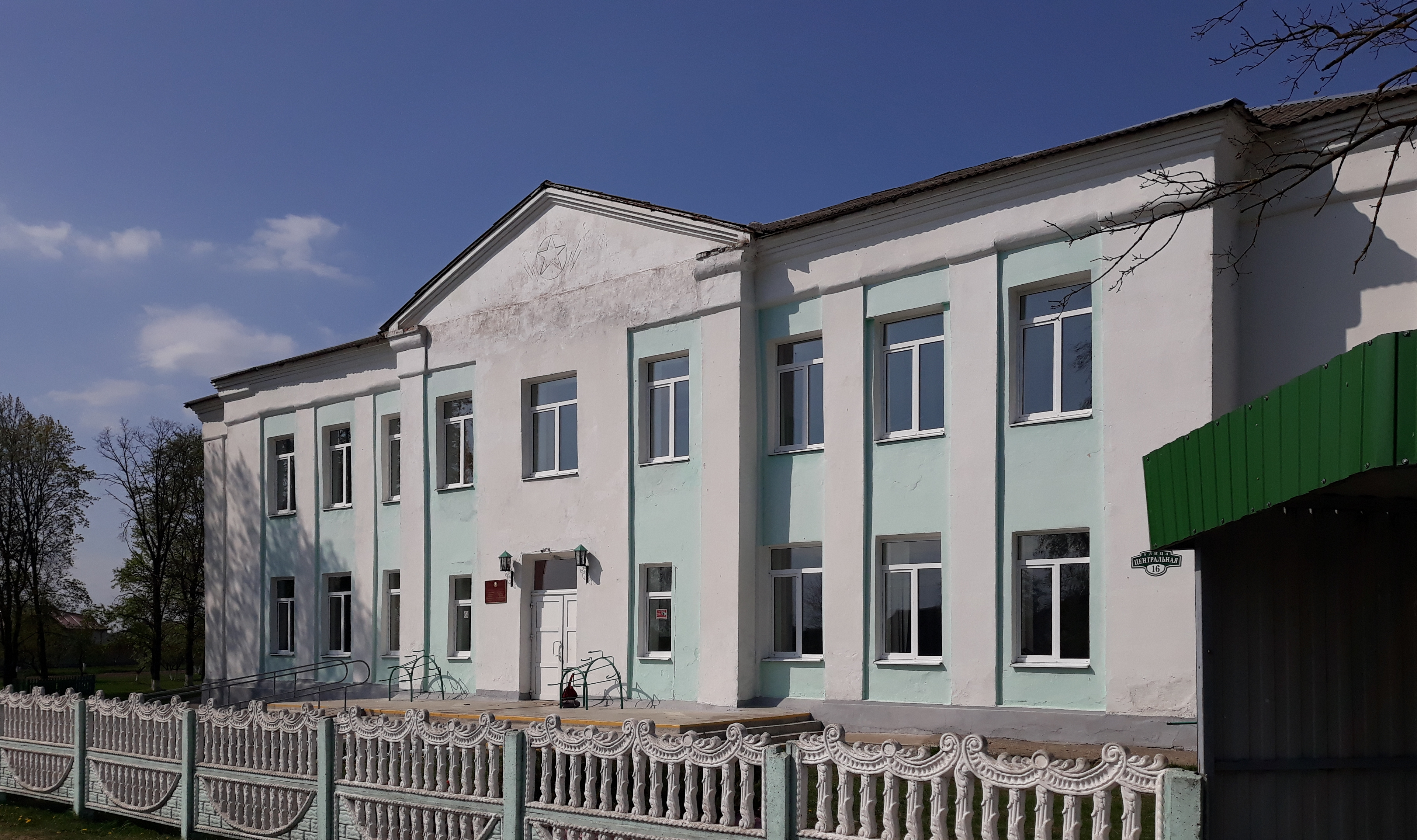
Гребенская школа